# Lúcio Papírio Mugilano (cônsul em 427 a.C.)
Lúcio Papírio Mugilano (em latim: Lucius Papirius Mugillanus) foi um político da gente Papíria nos primeiros anos da República Romana eleito cônsul em 427 a.C. com Caio Servílio Aala. Foi ainda tribuno consular em 422 a.C. Era filho de Lúcio Papírio Mugilano, cônsul em 444 a.C. e censor em 443 a.C., e irmão de  Marco Papírio Mugilano, cônsul em 411 a.C. e tribuno consular em 418 e 416 a.C.. 

## Consulado (427 a.C.)
Durante seu mandato, a situação em Roma estava gradualmente melhorando depois da terrível epidemia dos anos anteriores. Os romanos estavam preocupados com a nova ameaça que os veios pareciam estar preparando para retomar a guerra sem cumprir com os termos do tratado de 435 a.C., depois da Batalha de Nomento. Ainda assim, os cônsules não alistaram o exército e tentaram resolver a questão diplomaticamente enviando os feciais a Veios para obter uma satisfação, sem sucesso. Finalmente, os proponentes da guerra contra os etruscos venceram o debate e conseguiram juntar o exército, cujo comando foi entregue aos tribunos consulares consulares eleitos para o ano seguinte.

## Tribuno consular (422 a.C.)
Em 422. Lúcio Papírio foi eleito tribuno consular com Lúcio Mânlio Capitolino e Quinto Antônio Merenda. Durante seu mandato, o tribuno da plebe Lúcio Hortênsio processou novamente Caio Semprônio Atratino pela sua condução da campanha contra os volscos no ano anterior, mas desistiu por causa da forte oposição de quatro de seus colegas.

## Anos seguintes
Foi nomeado interrex no ano seguinte (421 a.C.) para garantir a realização "assembleias" (comitia) e a eleição dos novos tribunos consulares. Mugilano foi o autor de uma lei que abria a magistratura dos questores para patrícios e plebeus. Foi censor em 418 a.C. com Mânio Emílio Mamercino .